# دالر دنماركي من غرب الهند
الدالر (بالدنماركية، وجمعه نفس الشيء أو dalere، وباللغة الإنجليزية: الدولار) هو العملة المستخدمة في جزر الهند الغربية الدنماركية بين عامي 1849 و1917، وفي جزر فيرجن الأمريكية بين عامي 1917 و1934.

## تاريخ
حل الدالر محل الريغسدالر عام 1849. ولم تصدر أي وحدات فرعية حتى عام 1859، على الرغم من سك مجموعة متنوعة من العملات المعدنية للاستخدام في الجزر. في عام 1859، طُرحت عملات معدنية مقومة بالسنتات، بحيث كان 100 سنت = 1 دالر.
قُدمت في عام 1904، فئتين جديدتين، البت والفرنك. ارتبطت الوحدات الأربع على النحو التالي: 5 بت = 1 سنت، 100 بت = 20 سنت = 1 فرنك، 100 سنت = 5 فرنك = 1 دالر. صدرت العملات المعدنية كل منها مقومة بوحدتين، البتات والسنتات، الفرنكات والسنتات، أو الفرنكات والدالر. سُكت العملات الذهبية وإصدارها بفئتي 4 و10 دالر (121000 و2005 سك على التوالي) فقط في عام 1904. صدرت الأوراق النقدية مقومة بالفرنك. كان الفرنك مساويًا للفرنك الفرنسي، مع وجود نص على ظهر الأوراق النقدية (انظر ) يعطي القيمة بالكرونة الدنماركية والأرة، حيث أن 1 فرنك = 72 أورة.
استُبدل الدالر بالدولار الأمريكي بعد 17 عامًا من انضمام جزر الهند الغربية الدنماركية إلى جزر فيرجن الأمريكية عام 1934، يساوي الدولار الواحد 1.0363 دالر. ذلك من خلال مراسيم مماثلة أصدرتها المجالس الاستعمارية لبلدية سانت توماس، سانت جون وبلدية سانت كروا، بموافقة وزارة الخزانة الأمريكية بعد انتهاء ميثاق البنك الوطني لجزر الهند الغربية الدنماركية. أصبح الدولار الأمريكي عملة قانونية في 1 يوليو 1934، بينما ظلت عملات الدالر الدنماركية في جزر الهند الغربية عملة قانونية حتى 14 يوليو 1935 (بعد عام واحد من إعلان الحاكم بول مارتن بيرسون أن حكومة الولايات المتحدة ستستبدل العملة الأمريكية بالعملة الدنماركية القديمة بسعر الصرف القانوني كما هو مطلوب بموجب المراسيم).

## عملات معدنية
قبل 28 سبتمبر 1850 بقليل، طُبعت أنصاف الدولارات الأمريكية التي تحمل الأعوام 1848، 1849 و1850، وأرباع الدولارات التي تحمل عام 1849، برمز FRVII المتوج للتداول في جزر الهند الغربية الدنماركية، كما هو موضح في كتالوج العملات العالمية القياسية لكراوس وميشلر (1801-1900). أُرسل أحد نصفي الدولار وربع الدولار إلى المكتب المركزي الاستعماري في كوبنهاغن عام 1850، تُحفظ هذه العملات الآن في خزانة العملات الملكية بالمتحف الوطني الدنماركي في كوبنهاغن. تعتبر هذه العملات التي تحمل الأعوام المذكورة أعلاه فقط أصلية للتداول في جزر الهند الغربية الدنماركية، استُبدلت عام 1859 بعملات جديدة سُكت في الدنمارك لصالح جزر الهند الغربية الدنماركية.
حتى عام 1878، لم تكن هناك فئات أخرى معروفة تحمل هذه العلامات المقابلة- لكن عُرف منذ ذلك الحين أن فئات من العملات الأمريكية، البرازيلية، البريطانية، جزر الهند الغربية البريطانية، الفرنسية، الهولندية والإسبانية طُبعت عليها علامات مقابلة مشابهة بشكل غامض. صُنعت هذه العملات في الغالب في فرنسا لبيعها لهواة جمع العملات، لم تكن متداولة في جزر الهند الغربية الدنماركية. هذه الفئات المصنّعة مُدرجة في كتالوج آخر لـ Krause & Mishler، وكذلك في كتالوج العملات "عملات العالم غير العادية" (الذي يتضمن عملات خيالية). 1⁄2 و1 سنت، 1⁄4، 1⁄2 و1 دولار من الولايات المتحدة، 1⁄8 و1⁄4 دولار من عملة جزر الهند الغربية البريطانية، فارذنج بريطاني، 1⁄2 و 6 بنس، 1 شلن، 1⁄2 و1 تاج، فرنسي 5 سوس و1⁄2 فرنك، مكسيكي 8 ريالات، هولندي 25 سنت وإسباني 4 مارافيدي، 1، 2 و4 ريالات.
طُرحت في عام 1859، عملات معدنية بفئات 1، 3، 5، 10 و20 سنتًا. باستثناء السنت البرونزي، كانت هذه العملات فضية. في عام 1904، ومع النظام النقدي الجديد، طُرحت عملات ذهبية بفئات 4 دالر (20 فرنكًا) و10 دالر (50 فرنكًا). تبعتها في عام 1905 عملات معدنية بفئات 1⁄2، 1، 2، 5، 10، 20 و40 سنتًا. حملت هذه العملات أيضًا الفئات التالية: 1⁄2، 1، 5، 10، 25 و50 بت، 1 و2 فرنك. سُك 1⁄2، 1 و2 سنت من البرونز، و5 سنتات من النيكل والفئات الأخرى من الفضة.

## الأوراق النقدية
اصدرت في عام 1849، وزارة الخزانة أوراقًا نقدية من فئات 2، 3، 5، 10، 50، و100 دالير. وأصدر بنك سانت توماس أوراقًا نقدية بالدولار بين عامي 1837 و1889. لا يُشار إلى نوع الدولار على الأوراق النقدية.

في عام 1905، قدم البنك الوطني الدنماركي في جزر الهند الغربية أوراق نقدية من فئات 5، 10، 20 و100 فرنك، حملت أيضًا مؤشرات قيمتها بالكرونة الدنماركية، 3.6، 7.2، 14.4 و72 كرونة.

## ملحوظات
1. ↑  United States Department of the Interior (1934). Annual Report of the Department of the Interior 1934. U.S. Government Printing Office. مؤرشف من الأصل في 2022-09-20.
2. 1 2  Cuhaj 2009، صفحة 311.
3. ↑  United States Department of the Interior (1934). Annual Report of the Department of the Interior 1934. U.S. Government Printing Office. مؤرشف من الأصل في 2022-09-20.United States Department of the Interior (1934). Annual Report of the Department of the Interior 1934. U.S. Government Printing Office.